# Marja-Helena Pälvilä
Marja-Helena Pälvilä   (Oulu, 4 de març de 1970) és una jugadora d'hoquei sobre gel finlandesa, ja retirada, que va competir entre el 1992 i el 2013. Jugava de defensa.
El 1998 va prendre part en els Jocs Olímpics d'Hivern de Nagano, on guanyà la medalla de bronze en la competició d'hoquei sobre gel. Quatre anys més tard, als Jocs de Salt Lake City, fou quarta en la mateixa competició. Als Jocs de Torí del 2006 repetí la quarta posició final.
En el seu palmarès també destaquen dues medalles de bronze al Campionat del món i una de bronze al Campionat d'Europa. Amb la selecció finlandesa jugà un total de 97 partits. A nivell de clubs jugà al Joensuun Kiekko-Poikia, Kerava Shakersia, Oulun Kärppiä i Espoo Bluesia. Guanyà dues lligues finlandeses, el 1994 i 2002.